# Viburnum henryi
Viburnum henryi är en desmeknoppsväxtart som beskrevs av William Botting Hemsley. Viburnum henryi ingår i släktet olvonsläktet, och familjen desmeknoppsväxter. Inga underarter finns listade i Catalogue of Life.

## Bildgalleri

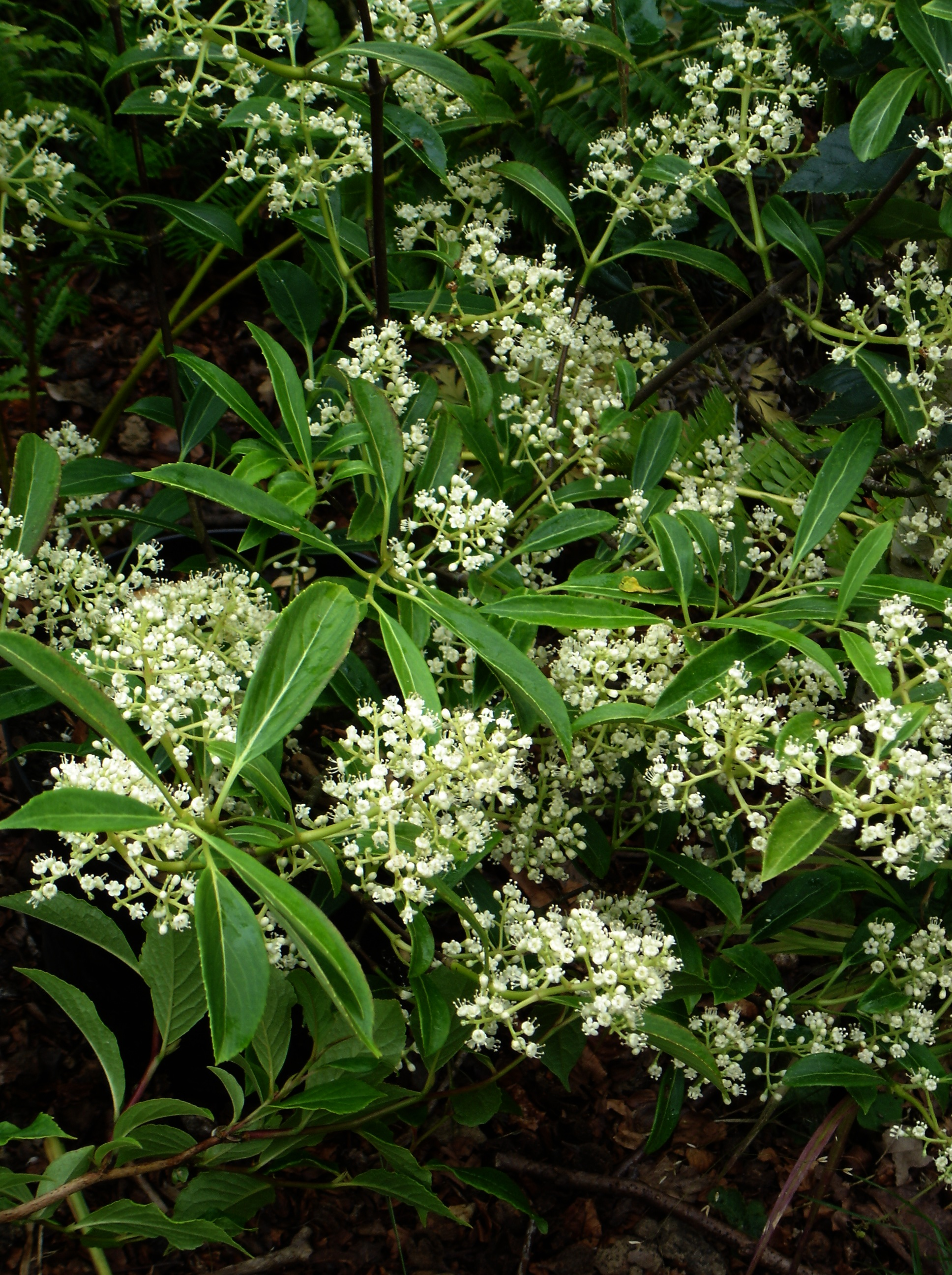
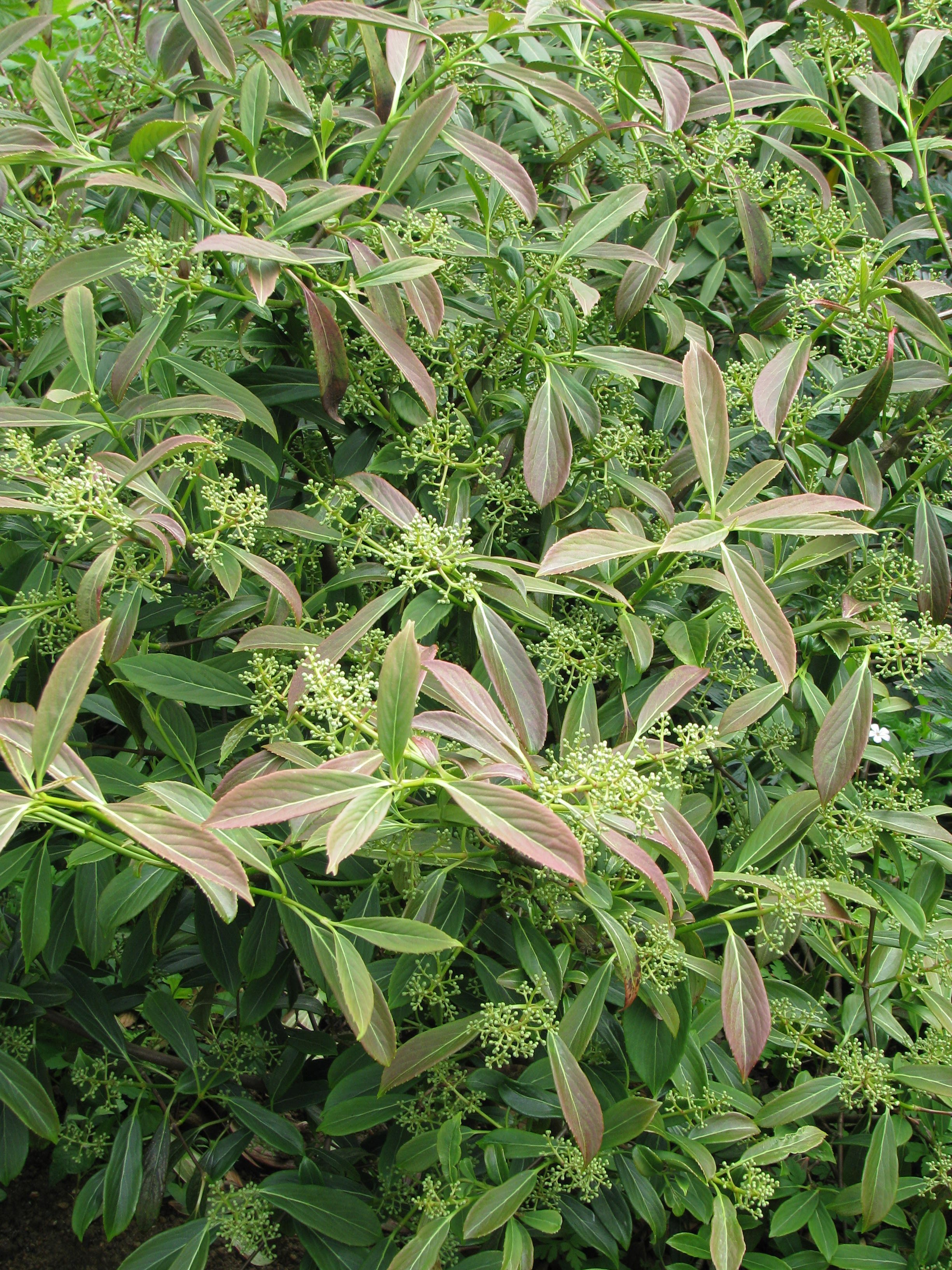